# Monochamus irrorator
Monochamus irrorator là một loài bọ cánh cứng trong họ Cerambycidae.